# Alter Kranen (Würzburg)
Alte Kranen je baročni pristaniški žerjav z dvojnim krakom iz leta 1773 na Kranenkai, poimenovanem po njem, v Würzburgu na desnem bregu Majne zahodno od Julijeve promenade.

## Zgodovina in pomen
Baročno konstrukcijo sistema žerjavov, opremljenih z vrati ob mestnem obzidju, takrat znanih kot Würzburški žerjavi ali Majnski žerjavi, je naročil knezoškof Adam Friedrich von Seinsheim, da bi spodbudil trgovino na Majni. Franz Ignaz Michael Neumann, sin znamenitega baročnega arhitekta in gradbenega mojstra  Balthasarja Neumanna, je v letih 1767-1773 zgradil žerjav na Kranenkai am Main in začel delovati v začetku septembra 1773.  V nasprotju s podobnima v Andernachu ob Renu in Trierju ob Mozeli, ki sta bila v uporabi 350 oziroma 126 let, je Würzburški žerjav deloval le 73 let do leta 1846, ko ga je zamenjal železni žerjav 50 m po Majni.ki je leta 1922 tudi prenehal delovati. Stari žerjav je drugo svetovno vojno preživel nepoškodovan s popolnoma nedotaknjenim mehanizmom, čeprav je bilo med tem uničenih več kot 80 odstotkov Würzburga. V začetku 20. stoletja so ga za kratek čas spet uporabljali (nakladanje lesa).
Žerjav je bil načrtovan že v 16. stoletju; 26. marca 1571 je kanonik Sigmund Fuchs von Wonfurt obema županoma mesta zapustil 300 guldnov »za gradnjo žerjava ob bregu«. Trajalo je nekaj časa, preden so zidarja Jakoba Amanna pridobili za mestnega gradbenega mojstra, vendar sta priskrbljeni gradbeni material, zlasti les, odnesla žled in povodenj leta 1572, ojačitev brežin in žerjavna konstrukcija pa sta dobesedno padla v vodo. voda.
Današnji žerjav ni bil prvi osnutek. Sprva so ljudje razmišljali o okroglem kamnitem žerjavu, podobnem žerjavu Marktwider, ki prosto stoji na Niederkaiju. Drugi načrt je predvideval pristaniški žerjav s korintskimi pilastri in vencem okrašeno kamnito hišo s prisekanim stožcem (85°), primerljivo s hamburškim pristaniškim žerjavom iz 17. stoletja, katerega stožčasta streha (fiksni in vrtljivi del: 65°) s krakom (40°) je spominjala na današnji Stader Salzkran. Na koncu je prevladala današnja različica z integracijo v brežino, najprej z enim, nato pa z dvema konzolama.
Alte Kranen, kot izjemna oznaka rečnega brega, meri tudi glavno raven Würzburga in je opremljen z merilno letvico in oznakami visoke vode. Predstavlja redek industrijski, arhitekturni in gospodarski spomenik iz obdobja baroka z delujočo mehaniko in opozarja na pomen glavne trgovine za Würzburg. Je tudi edino dvokrako dvigalo in je arhitekturno najlepše od preostalih kamnitih žerjavov. Kajti že tedaj so ga sodobniki imenovali »prizor, ki ga na Majni in Renu skorajda ni videti bolj imenitnega, delo, ki mu ni para po lepoti, trdnosti, velikosti in veličastnosti«.

## Opis in funkcija
Gre za kamnit stolpni žerjav s premerom žerjavne hiše 10,2 m in enako višino žerjavne hiše, vgrajeno v vogalni bastijon sistema obrežnih utrdb kot okrogel objekt v obliki prisekanega stožca. Dostopen je iz  Hochkai  visokega pomola skozi vrata nasproti grba, vsaka obkrožena z dvema visokima oknoma z rešetkami, in skozi pritlični glavni vhod s prehoda žerjava pod pomolom. Rahlo konkaven, fiksno prisekan zvonik zaključuje (zlomljen zvonik) 360° vrtljiv zvonik z dvojnimi oporniki z bakreno stranjo (11 m in 14 m, oba z verigo, enojnim blokom ter zaponko in kavljem). Zaradi konzolne geometrije, ki zapolnjuje konico strehe, ni zaključkov strehe, kot sta stolp ali zvonik, šest okroglih mansardnih oken zagotavlja dodatno svetlobo. Celotna strešna konstrukcija sloni na zapiralu žerjavne hiše in šestnajstih hrastovih tramovih z ojačitvami, pritrjenih na notranjo steno žerjavne hiše. Pogon tvorita dve mogočni pedalni kolesi s premerom 5,2 m in širino 1,45 m. Obe konzoli sta sestavljeni iz štirih hrastovih nosilnih tramov, obloženih z bakreno pločevino, skupaj z dvema ali enim nosilnim tramom in sedmimi ali štirimi sponkami na vsaki strani konzole. Zgornji del žerjava, vključno z bremenom (1,2 tone (kratka kraka) plus 1 tona (dolga kraka)) je bil obrnjen čez vodoravni hrastov tram (Deichsel - vlečni drog), ki je šel skozi navpični osrednji steber žerjava (0,55 m ⌀, znan tudi kot Kaiserbaum) poteka pod kolesi in štrli na obeh straneh. Ta rotacijski nosilec ima na spodnjem koncu zunanjih nosilcev vgrajeno kolo, ki poteka v kamnitem vodilnem utoru v tleh hišice žerjava. Za dvigovanje in spuščanje bremen sta bila potrebna dva služabnika na vitlih (pripadajoča cehu nakladačev; odgovorna sta bila tudi za skladiščenje blaga in špedicijo), pri težkih tovorih še več (včasih dodatno delavec z žerjavom segel z zunanje strani naper kolesa), še dva do štirje možje, ki so obračali zgornji del. Zapriseženi žerjavist je vodil nakladanje, usklajeval delo in poveljeval ljudem. Nad stopniščem pri žerjavu je vse do začetka 20. stoletja stala žerjavska koča, ki se je dvigala nad visoko priobalno steno. Ob žerjavih so stala skladišča. Skozenj je vodila stara tlakovana ulica, nekdanja Kärrnergasse.
Dvojna roka iz kvadratnega lesa, obloženega z bakreno pločevino, tvori funkcionalno dva diametralno nasprotna kraka glede na navpično os vrtenja žerjava. Ta konstrukcija omogoča kompenzacijo dela nagibnega momenta bremena na eni roki z dvigovanjem protiuteži na drugi roki. S posledičnim nižjim skupnim nagibnim momentom je manj radialne potisne sile na ležajnih valjih in stolp je mogoče lažje vrteti. Če je treba ladjo raztovoriti z enega nakladalnega klobuka in natovoriti z drugim, se lahko istočasno uporabita obe roki, kar lahko skrajša čas nakladanja.
Za zaščito pred poplavami je bil žerjav postavljen blizu Oberzollhofa v zavoju, podobnem obzidju, v dvignjenih obrežnih utrdbah, Hochkai, ki deluje tudi kot mestno obzidje (z močno utrjenimi vrati z žerjavom), postavljen, da deluje tudi kot mestno obzidje (z močno utrjenimi žerjavnimi vrati), tako da so hkrati glavne ladje pri Niederkai, glavni breg in vozove na Hochkai lahko hkrati naloženi in razloženi. Za žerjavom je do leta 1945 stalo veliko skladišče. Kronogram žerjava pod grbom v latinščini: accipio trado quod libet expedio pravi: »Prejemam, dajem, kar mi je všeč, [in] posredujem [to]«; (zapis je v obliki: aCCIpIo traDo qVoDL Vbet eXpeDIo, ki označuje leto »1773«: CCIIDVDLVXDI daje po vrstnem redu: DDDCCLXVVIII, od tega z DD = M in VV = X pravilen zapis: MDCCLXXIII = 1773)
Grb knezoškofa Adama Friedricha von Seinsheima, ki je sam dal gradnjo za spodbujanje tovornega prometa na Majni, obkrožen z bogovi Frankovske (boginja zaščitnica in poosebitev Frankovske) z rečnim bogom in reko Majno je vgrajen v steno žerjava, ki gleda na Majno.

## Uporaba kot stičišče
Zaradi ugodne osrednje lege neposredno ob Majni in številnih sedežev ter restavracij, ki so tam, je Alte Kranen danes priljubljeno zbirališče, zlasti v poletnih mesecih.